# تيم بليك
تيم بليك (بالإنجليزية: Tim Blake)‏ هو مغني وملحن بريطاني، ولد في 6 فبراير 1952 في لندن في المملكة المتحدة.

## وصلات خارجية
- تيم بليك على موقع IMDb (الإنجليزية)
- تيم بليك على موقع ميوزك برينز (الإنجليزية)
- تيم بليك على موقع ديسكوغز (الإنجليزية)